# Daniel Frohman
Daniel Frohman (Sandusky, 22 agosto 1871 – New York, 26 dicembre 1940) è stato un produttore teatrale e cinematografico statunitense dei primi anni del Novecento.

## Filmografia

### Presentatore
- The Prisoner of Zenda, regia di Hugh Ford, Edwin S. Porter (1913)
- Tess of the D'Urbervilles, regia di J. Searle Dawley (1913)
- Chelsea 7750, regia di J. Searle Dawley (1913)
- Leah Kleschna, regia di J. Searle Dawley (1913)
- The Daughter of the Hills, regia di J. Searle Dawley - cortometraggio (1913)
- A Lady of Quality, regia di J. Searle Dawley (1913)
- The Day of Days, regia di Daniel Frohman (1914)
- Hearts Adrift, regia di Edwin S. Porter (1914)
- A Good Little Devil, regia di Edwin S. Porter (1914)
- Clothes, regia di Francis Powers (1914)
- Tess of the Storm Country, regia di Edwin S. Porter (1914)
- The Brute, regia di Thomas N. Heffron (1914)
- One of Our Girls, regia di Thomas N. Heffron (1914)
- The Spitfire, regia di Edwin S. Porter e Frederick A. Thomson (1914)
- Aftermath (1914)
- Il paradiso perduto (The Lost Paradise), regia di J. Searle Dawley (1914)
- Marta of the Lowlands, regia di J. Searle Dawley (1914)
- Wildflower, regia di Allan Dwan (1914)
- Dietro le quinte (Behind the Scenes), regia di James Kirkwood (1914)
- His Last Dollar, regia di Frank Powell (1914)
- The Man from Mexico, regia di Thomas N. Heffron (1914)
- Aristocracy, regia di Thomas N. Heffron (1914)
- Mrs. Black Is Back, regia di Thomas N. Heffron (1914)
- The Crucible, regia di Hugh Ford, Edwin S. Porter (1914)
- Cinderella, regia di James Kirkwood (1914)
- The Dancing Girl, regia di Allan Dwan (1915)
- Mistress Nell, regia di James Kirkwood (1915)
- The Bachelor's Romance (1915)
- The Love Route, regia di Allan Dwan (1915)
- Gretna Green, regia di Thomas N. Heffron (1915)
- The Commanding Officer, regia di Allan Dwan (1915)
- The Prisoner of Zenda, regia di George Loane Tucker (1915)
- Niobe, regia di Hugh Ford, Edwin S. Porter (1915)
- When We Were Twenty-One, regia di Edwin S. Porter e Frederick A. Thomson (1915)
- The Eternal City, regia di Edwin S. Porter e Frederick A. Thomson (1915)
- May Blossom, regia di Allan Dwan (1915)
- Fanchon, the Cricket, regia di James Kirkwood (1915)
- The Moth and the Flame, regia di Sidney Olcott (1915)
- The Pretty Sister of Jose, regia di Allan Dwan (1915)
- Jim the Penman, regia di Edwin S. Porter (1915)
- The Dawn of a Tomorrow, regia di James Kirkwood (1915)
- Gambier's Advocate, regia di James Kirkwood (1915)
- The Seven Sisters, regia di Sidney Olcott (1915)
- Rags, regia di James Kirkwood (1915)
- Sold, regia di Hugh Ford e Edwin S. Porter (1915)
- Helene of the North, regia di J. Searle Dawley (1915)
- The Heart of Jennifer, regia di James Kirkwood (1915)
- The Incorrigible Dukane, regia di James Durkin (1915)
- Esmeralda, regia di James Kirkwood (1915)
- The Fatal Card, regia di James Kirkwood (1915)
- A Girl of Yesterday, regia di Allan Dwan (1915)
- The White Pearl, regia di Hugh Ford, Edwin S. Porter (1915)
- The Masqueraders, regia di James Kirkwood (1915)
- Madame Butterfly
- The Prince and the Pauper, regia di Edwin S. Porter e Hugh Ford (1915)
- The Old Homestead, regia di James Kirkwood (1915)
- Lydia Gilmore, regia di Hugh Ford e Edwin S. Porter (1915)
- La trovatella (The Foundling), regia di John B. O'Brien (1916)
- Mice and Men, regia di J. Searle Dawley (1916)
- The Spider, regia di Robert G. Vignola (1916)
- The Lost Bridegroom, regia di James Kirkwood (1916)
- The Eternal Grind, regia di John B. O'Brien (1916)
- The Daughter of MacGregor, regia di Sidney Olcott (1916)
- The Big Sister, regia di John B. O'Brien (1916)
- The Kiss, regia di Dell Henderson (1916)
- Seventeen, regia di Robert G. Vignola (1916)
- The Traveling Salesman, regia di Joseph Kaufman (1916)
- Snow White, regia di J. Searle Dawley (1916)
- A Girl Like That, regia di Dell Henderson (1917)
- The Fortunes of Fifi, regia di Robert G. Vignola (1917)
- Sapho, regia di Hugh Ford (1917)
- The Dummy, regia di Francis J. Grandon (1917)
- Povero cuore (Sleeping Fires), regia di Hugh Ford (1917)
- The Home Girl, regia di Edmund Lawrence - cortometraggio (1928)